# 小野修 (イラストレーター)
小野 修（おの おさむ）は、日本の映像作家、アニメーター。
主に、NHKの音楽番組「みんなのうた」などのアニメーションを制作している。

## 作品一覧

### みんなのうた
- ◆は5分間1曲枠の楽曲。
- 1.道 / yumirose（2004年4月・5月放送）
- 2.証 / flumpool（2011年8月・9月放送）